# Llista de quartets de corda de Haydn
Aquesta és la llista dels quartets de corda escrits pel compositor del Classicisme Franz Joseph Haydn, que inclou la numeració donada per Anthony van Hoboken en la catalogació que va fer de les obres de Haydn, anomenat "Hoboken-Verzeichnis" (Catàleg Hoboken). Cal fer notar que alguns dels quartets que formen part de la numeració estàndard aquí estan marcats com a espuris, atès que, tot i que havien estat llargament atribuïts a Haydn, els estudiosos posteriors els han atribuït a altres compositors

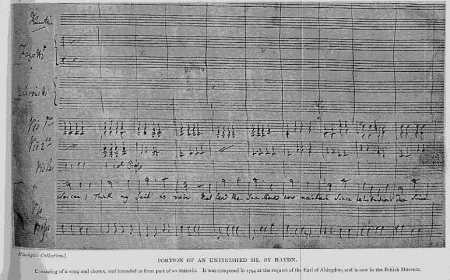
Fragments del manuscrit autògraf d'un dels quartet de corda op. 33, conservat al Museu Britànic.

## Quartets de corda Opus 1 (1762-64)
- Quartet número 1 en B bemoll major, op. 1, número 1, Hoboken número III:1
- Quartet número 2 en E bemoll major, op. 1, número 2, Hoboken número III:2
- Quartet número 3 en re major, op. 1, número 3, Hoboken número III:3
- Quartet número 4 en sol major, op. 1, número 4, Hoboken número III:4
- Quartet número 5 en E bemoll major, op. 1, número 0, Hoboken número II:6 (també referenciat com a Opus 0)
- Quartet número 5 en E bemoll major, op. 1, número 5, Hoboken número III:5 (espuri)
- Quartet número 6 en do major, op. 1, número 6, Hoboken número III:6

## Quartets de corda Opus 2 (1763-65)
- Quartet número 7 en la major, op. 2, número 1, Hoboken número III:7
- Quartet número 8 en mi major, op. 2, número 2, Hoboken número III:8
- Quartet en E bemoll major, op. 2, número 3 (arranjament de la cassació en mi bemoll major, Hob. II:21), Hoboken número III:9
- Quartet número 9 en fa major, op. 2, número 4, Hoboken número III:10
- Quartet en re major, op. 2, número 5 (arranjament de la cassació en re major, Hob. II:22), Hoboken número III:11
- Quartet número 10 en si bemoll major, op. 2, número 6, Hoboken número III:12

## Quartets de corda Opus 3 (espuris)
Aquesta sèrie de quartets de corda, avui en dia, és atribuïda a Romanus Hoffstetter.
- Quartet en mi major, op. 3, número 1 (espuri), Hoboken número III:13
- Quartet en do major, op. 3, número 2 (espuri), Hoboken número III:14
- Quartet en sol major, op. 3, número 3 (espuri), Hoboken número III:15
- Quartet en si bemoll major, op. 3, número 4 (espuri), Hoboken número III:16
- Quartet en fa major, op. 3, número 5 (espuri), Hoboken número III:17
- Quartet en la major, op. 3, número 6 (espuri), Hoboken número III:18

## Quartets de corda Opus 9 (1769)
- Quartet número 11 en re menor, op. 9, número 4, Hoboken número III:22
- Quartet número 12 en do major, op. 9, número 1, Hoboken número III:19
- Quartet número 13 en sol major, op. 9, número 3, Hoboken número III:21
- Quartet número 14 en mi bemoll major, op. 9, número 2, Hoboken número III:20
- Quartet número 15 en si bemoll major, op. 9, número 5, Hoboken número III:23
- Quartet número 16 en la major, op., 9, número 6, Hoboken número III:24

## Quartets de corda Opus 17 (1771)
- Quartet número 17 en fa major, op. 17, número 2, Hoboken número III:26
- Quartet número 18 en mi major, op. 17, número 1, Hoboken número III:25
- Quartet número 19 en do menor, op. 17, número 4, Hoboken número III:28
- Quartet número 20 en re major, op. 17, número 6, Hoboken número III:30
- Quartet número 21 In mi bemoll major, op. 17, número 3, Hoboken número III:27
- Quartet número 22 en sol major, op. 17, número 5, Hoboken número III:29

## Quartets de corda Opus 20, "El sol" (1772)
- Quartet número 23 en fa menor, op. 20, número 5, Hoboken número III:35
- Quartet número 24 en la major, op. 20, número 6, Hoboken número III:36
- Quartet número 25 en do major, op. 20, número 2, Hoboken número III:32
- Quartet número 26 en sol menor, op. 20, número 3, Hoboken número III:33
- Quartet número 27 en re major, op. 20, número 4, Hoboken número III:34
- Quartet número 28 en mi bemoll major, op. 20, número 1, Hoboken número III:31

## Quartets de corda Opus 33, "russos"(1781)
- Quartet número 29 en sol major ("Com estàs?"), op. 33, número 5, Hoboken número III:41
- Quartet número 30 en mi bemoll major ("L'acudit"), op. 33, número 2, Hoboken número III:38
- Quartet número 31 en si menor, op. 33, número 1, Hoboken número III:37
- Quartet número 32 en do major ("L'ocell"), op. 33, número 3, Hoboken número III:39
- Quartet número 33 en re major, op. 33, número 6, Hoboken número III:42
- Quartet número 34 en si bemoll major, op. 33, número 4, Hoboken número III:40

## Quartets de corda Opus 42 (1785)
- Quartet número 35 en re menor, op. 42, Hoboken número III:43

## Quartets de corda Opus 50, "prussians" (1787)
- Quartet número 36 en si bemoll major, op. 50, número 1, Hoboken número III:44
- Quartet número 37 en do major, op. 50, número 2, Hoboken número III:45
- Quartet número 38 en mi bemoll major, op. 50, número 3, Hoboken número III:46
- Quartet número 39 en fa ♯ menor, op. 50, número 4, Hoboken número III:47
- Quartet número 40 en fa major ("Somni"), op. 50, número 5, Hoboken número III:48
- Quartet número 41 en re major ("La granota"), op. 50, número 6, Hoboken número III:49

## Quartets de corda Opus 51 (1787)
- Les set últimes paraules de Crist a la creu, op. 51 (transcripció d'una obra originalment escrita per a orquestra), Hoboken número III:50

## Quartets de corda Opus 54, 55; quartets "Tost", sèries I i II. (1788)
- Quartet número 42 en do major, op. 54, número 2, Hoboken número III:57
- Quartet número 43 en sol major, op. 54, número 1, Hoboken número III:58
- Quartet número 44 en mi major, op. 54, número 3, Hoboken número III:59
- Quartet número 45 en la major, op. 55, número 1, Hoboken número III:60
- Quartet número 46 en fa menor, op. 55, número 2, Hoboken número III:61
- Quartet número 47 en si bemoll major, op. 55, número 3, Hoboken número III:62

## Quartets de corda Opus 64; quartets "Tost" Sèrie III. (1790)
- Quartet número 48 en do major, op. 64, número 1, Hoboken número III:65
- Quartet número 49 en si menor, op. 64, número 2, Hoboken número III:68
- Quartet número 50 en si bemoll major, op. 64, número 3, Hoboken número III:67
- Quartet número 51 en sol major, op. 64, número 4, Hoboken número III:66
- Quartet número 52 en mi bemoll major, op. 64, número 6, Hoboken número III:64
- Quartet número 53 en re major ("L'alosa"), op. 64, número 5, Hoboken número III:63

## Quartets de corda Opus 71, 74; quartets "Apponyi"[1](1793)
- Quartet número 54 en si bemoll major, op. 71, número 1, Hoboken número III:69
- Quartet número 55 en re major, op. 71, número 2, Hoboken número III:70
- Quartet número 56 en mi bemoll major, op. 71, número 3, Hoboken número III:71
- Quartet número 57 en do major, op. 74, número 1, Hoboken número III:72
- Quartet número 58 en fa major, op. 74, número 2, Hoboken número III:73
- Quartet número 59 en sol menor ("El genet"), op. 74, número 3, Hoboken número III:74

## Quartets de corda Opus 76, quartets "Erdödy" (1797)
- Quartet número 60 en sol major, op. 76, número 1, Hoboken número III:75
- Quartet número 61 en re menor ("de les quintes"), op. 76, número 2, Hoboken número III:76
- Quartet número 62 en do major ("de l'Emperador" o "del Kaiser"), op. 76, número 3, Hoboken número III:77.
- Quartet número 63 en si bemoll major ("sortida del sol"), op. 76, número 4, Hoboken número III:78
- Quartet número 64 en re major ("Largo"), op. 76, número 5, Hoboken número III:79
- Quartet número 65 en mi bemoll major, op. 76, número 6, Hoboken número III:80

## Quartets de corda Opus 77, quartets "Lobkowitz" (1799)
- Quartet número 66 en sol major, op. 77, número 1, Hoboken número III:81
- Quartet número 67 en fa major, op. 77, número 2, Hoboken número III:82

## Quartets de corda Opus 103 (1803)
- Quartet número 68 en re menor, op. 103, Hoboken número III:83 (incomplet)